# Puerto del Ocote, Guanajuato
Puerto del Ocote är en ort i Mexiko.   Den ligger i kommunen Xichú och delstaten Guanajuato, i den centrala delen av landet, 230 km nordväst om huvudstaden Mexico City. Puerto del Ocote ligger 2 569 meter över havet och antalet invånare är 107.
Terrängen runt Puerto del Ocote är kuperad åt sydväst, men åt nordost är den bergig. Puerto del Ocote ligger uppe på en höjd. Runt Puerto del Ocote är det ganska glesbefolkat, med 23 invånare per kvadratkilometer. Närmaste större samhälle är Victoria, 12,2 km väster om Puerto del Ocote. Trakten runt Puerto del Ocote består i huvudsak av gräsmarker.